# أوريكس موتور
أوريكس موتورز شركة جزائرية لتصنيع المركبات تأسست في يوليو 2017، (بالفرنسية: ORYX Motors SARL)‏ قامت بإنتاج أول نموذج سيارة جزائريا تحت اسم تيمقاد أوريكس ودام المشروع 3 سنوات من التطوير،
استعانت في تطويره بخبرات من شركات هندسية عالمية وموردي السيارات لتصميم وإنتاج النماذج الخاصة بها. كانت هناك حاجة إلى ثلاثة أجيال من النماذج الأولية وعشرات الآلاف من الساعات الهندسية، وتم تسجيل العلامة التجارية مع INAPI ورقم الشاسيه الدولي كمصنع جزائري تم الحصول عليه تحت مرجع BRH.

## وصلات خارجية
- موقع الشركة

## هوامش
1. 1 2  بالفيديو.. الجزائر تطلق أول سيارة محلية الصنع 100% - البيان نسخة محفوظة 14 ديسمبر 2018 على موقع واي باك مشين.
2. ↑  Ø§ÙØ¨ÙØ§Ø¯ / "Ø£ÙØ±ÙÙØ³ ØªùÙ ÙØ§Ø¯'' Ø£ÙÙ Ø³ÙØ§Ø±Ø© "Ø¬Ø²Ø§Ø¦Ø±ÙØ© Øªø¹ Ø§ÙØµø" 100% نسخة محفوظة 17 ديسمبر 2018 على موقع واي باك مشين.
3. ↑  ""تيمقاد" أول سيارة جزائرية 100 بالمئة بسعر 190 مليون سنتيم — النهار أونلاين". مؤرشف من الأصل في 2018-12-14. اطلع عليه بتاريخ 2018-12-17.
4. ↑  بالصور.. "أوريكس تيمقاد".. أول سيارة محلية الصنع في الجزائر نسخة محفوظة 17 ديسمبر 2018 على موقع واي باك مشين.